# Pfalzakademie

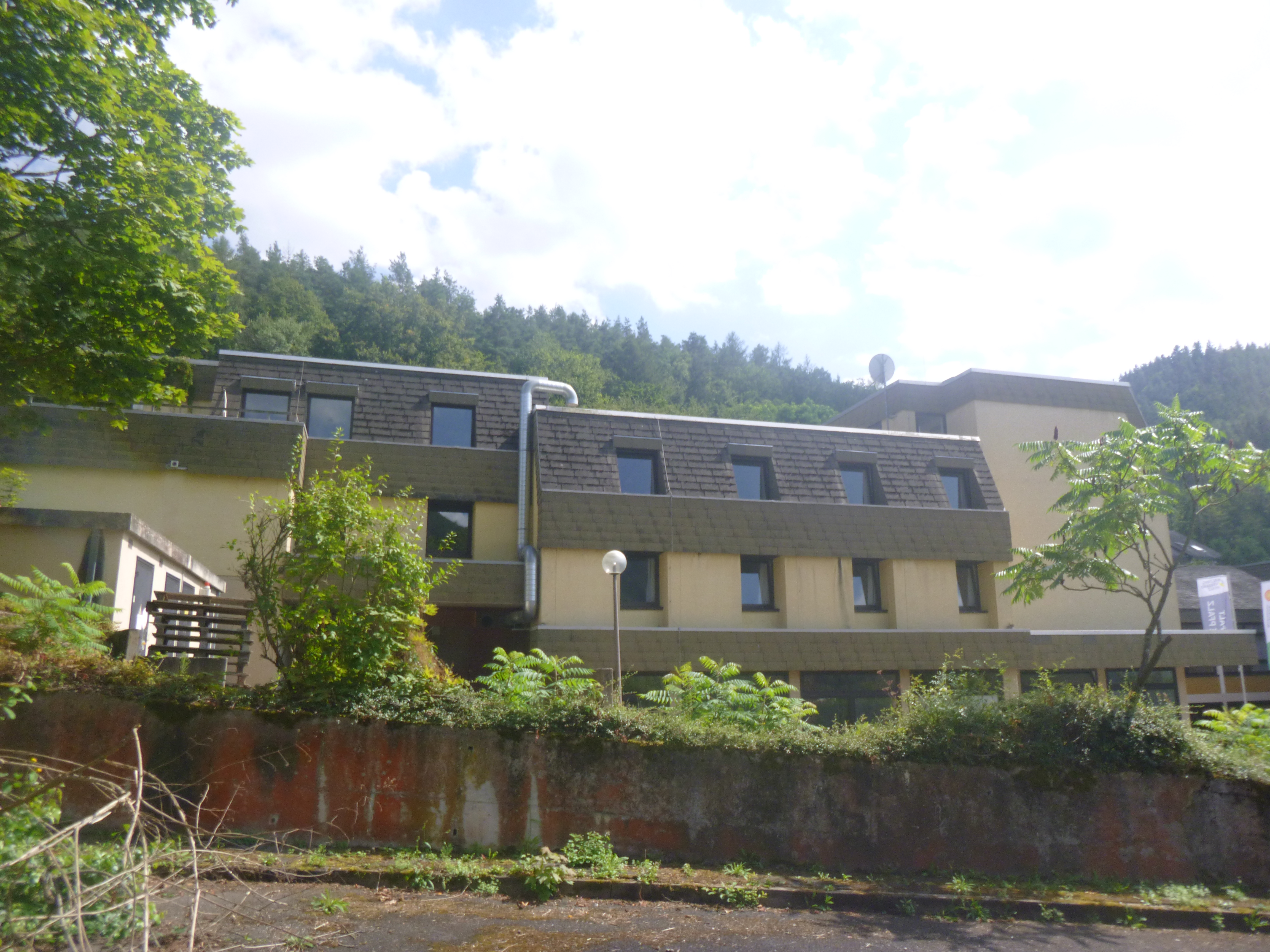
Pfalzakademie in Lambrecht

Die Pfalzakademie in Lambrecht (Pfalz) ist eine Bildungseinrichtung in Trägerschaft des Bezirksverbandes Pfalz. Sie wurde 1956 gegründet und hat das Ziel der freien Bildung für alle und dabei den Anspruch parteipolitisch und konfessionell unabhängig zu sein.

## Aufgaben
Die Pfalzakademie richtet sich überwiegend an die Erwachsenenbildung im politischen, kulturellen und teilweise beruflichen Bereich. Ein Schwerpunkt ist das Angebot eigener Veranstaltungen zu kommunalpolitischen Themen, wie z. B. das Haushaltsrecht. Das Anwesen bietet aber auch die Möglichkeit, eigene Tagungen auszurichten.
Besonderes Ansehen hat die Pfalzakademie durch die Veranstaltungen zur politischen Bildung. Hier setzt sich die Akademie für den Kontakt zu anderen Kulturen ein und pflegt daher einen engen Kontakt zur Atlantischen Akademie Rheinland-Pfalz.

## Raumangebot
Der Gebäudekomplex liegt am Rande von Lambrecht erhöht an einem Hang am Rande des Pfälzerwald. Für das Angebot an Seminaren und Tagungen stehen 10 Seminar- und Tagungsräume in unterschiedlicher Größe zur Verfügung. Für Mehrtagesveranstaltungen sind 20 Einzel- und 22 Zweibettzimmer vorhanden. Über die eigene Küche kann eine Voll- oder auch Teilverpflegung angeboten werden.